# 塩家吹雪
塩家 吹雪（しおや ふぶき、1971年4月24日 - ）は、陸上競技の元選手。
現役引退後は、短距離種目の全盲ランナーの伴走者として活動。新潟県出身。特定非営利活動法人シオヤレクリエーションクラブ理事長、陸上クラブチーム AC・KITA元代表、元JPA普及振興委員。

## 人物・来歴
(2000年以降の経歴のみ記載)
2001年 IAAF世界陸上選手権(カナダ・エドモントン)
全盲クラス100m伴走 銅メダル獲得
2004年 アテネパラリンピック
全盲クラス100m伴走 8位入賞
2007年 IBSA世界陸上選手権(ブラジル・サンパウロ)
全盲クラス4×400mR伴走 銅メダル獲得
2009年 アジアユースパラゲームズ(日本・東京)
日本代表コーチ就任
2010年 アジアパラゲームズ(中国・広州)
日本代表コーチ就任
2011年 IBSA世界陸上選手権(トルコ・アンタルヤ)
日本代表監督就任
2012年 ロンドンパラリンピック(イギリス・ロンドン)
日本代表コーチ就任
2013年 アジアユースパラゲームズ(マレーシア・クアラルンプール)
日本代表ヘッドコーチ就任
2018年 アジアパラゲームズ(インドネシア・ジャカルタ)
日本代表コーチ就任
2021年 東京パラリンピック(日本・千葉)
聖火ランナー就任

陸上選手を現役引退後、2000年〜2009年にかけて全盲ランナーの「伴走者」として活動。
当時、障がい者が陸上競技を行う環境が整っていない中、視覚障がい者を健常の公式大会に出場させるために大会関係者への呼びかけを行い、伴走者用に1レーン使用する7人決勝でのレースを実現。
障がい者のスポーツ環境整備、競技力強化を続け、パラリンピック入賞や国際大会でのメダル獲得などの実績を上げている。その様子は、TBSテレビ「夢の扉+」(2008年5月4日放送)にて取り上げられている。
伴走者を引退してからは、パラ陸連強化育成委員に所属し、指導者として活動。2012年ロンドンパラリンピックをはじめとした国際大会で日本代表のコーチを担当し、強化選手たちと関わるようになる。
次世代のパラアスリート育成の重要性をとなえ、パラ陸連普及振興委員として活動(〜2018年まで)。
2024年3月 早稲田大学大学院スポーツ科学研究科(スポーツ科学専攻)を修了。
2024年6月 早稲田大学スポーツビジネス研究所(RISB)招聘研究員就任。

## 沿革（AC・KITA：1991年5月〜2017年3月）
1990年(平成2年)
- 5月：北区陸上競技協会北区AC・若手チーム(現AC・KITA)を立ち上げる。

1992年(平成4年)
- 2月：北区陸上競技協会から脱退し、アスレチッククラブKITAを設立。

1997年(平成9年)
- 3月：チーム名をアスレチックKITAに変更する。
- この年から20名を越え短距離から長距離・フィールド競技全般まで、活動が非常に活発になる。

2000年(平成12年)
- 4月：チーム名を現在のAC・KITAとする。
- 7月：視覚障がい者選手入部(2名)。健常者と障がい者の合同チームを目指して新たな活動を開始。
- 10月：新体連スポーツ祭典(国立競技場)
パラリンピックの調整試合として視覚障がい選手のみで4x100mRに出場(高田・斉藤・星野・矢野)。
また、当時所属の斉藤晃司は100mに出場し、視覚障がい選手として初の一般大会出場となった。

2001年(平成13年)
- 4月：IAAF世界陸上選手権(エドモントン)エキシビションレース
T11(全盲クラス)において、齋藤晃司(伴走者：塩家吹雪)が100mに出場し、銅メダル獲得

2004年(平成16年)
- 9月：アテネパラリンピック(ギリシャ)
T11(全盲クラス)において、矢野繁樹(伴走者：塩家吹雪)が100mに出場し、8位入賞

2007年(平成19年)
- 7月：IBSA世界陸上選手権(サンパウロ)
T11(全盲クラス)において、佐藤誠喜(伴走者：塩家吹雪)が4×400mRに出場し、銅メダル獲得

2012年(平成24年)
- 9月：ロンドンパラリンピック(イギリス)
チーム所属選手が出場(100m、4×100mR)

2016年(平成28年)
- 9月 - 10月：リオデジャネイロパラリンピック(ブラジル)
チーム所属選手のメダル獲得により、文部科学大臣(指導者)功労賞受賞

2017年(平成29年)
- 1月：リオデジャネイロパラリンピック(ブラジル)
文部科学大臣スポーツ(支援団体)功労賞受賞
- 3月末：25年間代表を務めたAC・KITAチームを新代表に引き継ぎ、辞任

## 沿革（SRC：2016年4月〜現在）
2016年(平成28年)
- 4月：特定非営利活動(NPO)法人シオヤレクリエーションクラブ発足

- 11月：「平成28年度第15回茗渓会賞」受賞

2024年(令和6年)
- 3月：早稲田大学大学院スポーツ科学研究科 2023年度修士課程(1年制コース)優秀論文賞受賞

## 保有資格
- World Athletics CECS LevelⅠCoach
- AIC ACCS LevelⅠCoach(AIC Japan Director)
- World Para Athletics NTO(国内技術委員)
- JPSA公認 パラスポーツコーチ
- JPSA公認 上級パラスポーツ指導員
- JPA公認 パラ陸上競技上級コーチ
- 一般社団法人JPIA 日本パーソンスポーツ指導士認定機構 JPIA認定講師
- JAAF公認 ジュニアコーチ
- 社会福祉主事
- 児童指導員